# Biston edwardsi
Biston edwardsi  är en fjärilsart som beskrevs av Louis Beethoven Prout, 1938. Biston edwardsi  ingår i släktet Biston och familjen mätare, Geometridae. Inga underarter finns listade i Catalogue of Life.